# Том Роб Смит
Том Роб Смит (енгл. Tom Rob Smith; Лондон, 1979) енглески је књижевник. Прославио се пишући трилере у којим је главни лик Лав Демидов, полицијски инспектор у Совјетском Савезу.

## Биографија
Смит је завршио колеџ Кембриџ, и након завршетка студирања добио је стипендију. Одлучио је да таленат за писање унапреди на универзитету Парвин у Италији. Пре него што је продао свој први сценарио, радио је као писац и сценариста за више телевизијских серија. Радња његовог првог романа, Дете 44, смештена је у Совјетски Савез 1953, а тема је инспирисана стварним случајем серијског убице Андреја Чикатила. Роман је преведен на 36 језика. На основу књиге снимљен је истоимени филм 2015. са Томом Хардијем и Геријем Олдманом у главним улогама.
Смит је добио Галакси награду 2009. године, за најбољег новог писца. Написао је сценарио за британску мини-серију Лондонски шпијун, која је премијерно приказана на јесен 2015.

## Дела
- Дете 44 (2008)
- Тајни говор (2009)
- Агент 6 (2011)
- Фарма (2014)
- Cold People (2023).  978-1471133107